# Bugulella problematica
Bugulella problematica är en mossdjursart som beskrevs av Hayward och Cook 1983. Bugulella problematica ingår i släktet Bugulella och familjen Bugulidae. Inga underarter finns listade i Catalogue of Life.